# Bataillons du Levant
Pour les articles homonymes, voir BDL.
Les bataillons du Levant (BDL) sont des unités d'infanterie des troupes spéciales du Levant, recrutés en Syrie et au service du mandat français en Syrie et au Liban. Après avoir combattu pendant la Seconde Guerre mondiale, ils sont rattachés en 1945 à l'Armée syrienne.

## Création et différentes dénomination
- 1925 : création des 1er et 2e bataillons du Levant
- 1926 : création des 3e, 4e, 5e et 6e bataillons du Levant
- 1928 : création du 7e bataillon du Levant
- 1930 : création du 8e bataillon du Levant
- 1934 : dissolution du 5e bataillon du Levant
- 1938 : nouvelle formation du 5e bataillon du Levant
- 1945 : les bataillons passent dans l'Armée syrienne

## Historique

### Formation
Les bataillons du Levant sont créés en 1925-1926 lorsque les trois régiments mixtes syriens (RMS) de l'ex Légion syrienne sont dissous :
- le Ier bataillon du 1er RMS devient 1er BDL le 1er juillet 1925,
- le IIe bataillon du 1er RMS devient 2e BDL le 1er juillet 1925,
- le Ier bataillon du 2e RMS devient 3e BDL le 1er janvier 1926,
- le Ier bataillon du 2e RMS devient 4e BDL le 1er janvier 1926,
- le Ier bataillon du 3e RMS devient 5e BDL le 1er janvier 1926,
- le 6e BDL est formé à partir d'éléments des 2e et 3e RMS le 1er janvier 1926.

L'objectif de la scission des régiments en bataillons est de rendre autonomes les unités des troupes auxiliaires du Levant dispersées en garnison sur le territoire de l'État de Syrie. Les bataillons du Levant se révèlent peu efficaces pour lutter contre la grande révolte syrienne qui éclate en octobre 1925. En 1927, les six bataillons, rattachés aux troupes auxiliaires du Levant, regroupent 4 750 hommes.
Le 7e BDL est formé à Qamichli le 1er mars 1928 à partir d'éléments du 6e BDL, suivi du 8e BDL le 1er mars 1930. À cette date, les troupes auxiliaires deviennent les troupes spéciales du Levant.

### Garnisons et opérations dans les années 1930
Les bataillons sont en garnison comme suit :
- 1er BDL à Tripoli au Liban,
- 2e BDL à Lattaquié dans l'État des Alaouites,
- 3e BDL à Damas et Deraa,
- 4e BDL à Alep et Idlib,
- 5e BDL à Antioche (Antakya) et Alexandrette dans le sandjak d'Alexandrette,
- 6e BDL à Deir ez-Zor,
- 7e BDL à Derik et Aïn Diwar (en) puis à Hama après 1934,
- 8e BDL à Qamichli et Hassaké.

Le 1er mars 1938, le 5e BDL est dissous et devient la garde à pied du sandjak d'Alexandrette (devenu indépendant sous le nom de Hatay en septembre 1938). Un nouveau 5e BDL est créé le 1er octobre 1939 à partir du « bataillon de marche alaouite » et prend garnison à Lattaquié (puis à Tartous).

### Campagne de Syrie (1941)
En juin-juillet 1941, les huit bataillons du Levant sont impliqués dans la campagne de Syrie aux côtés des forces vichystes.
Cependant, les 2e et 5e bataillons restent au nord-ouest du territoire et ne rejoignent pas la zone de combat tandis que le 4e BDL, mis en route vers Damas, reçoit l'ordre peu après son départ d'attendre de nouvelles instructions, qui n'arriveront jamais. Enfin, le 7e BDL, bien qu'en position à Damas face aux Alliés n'est jamais attaqué. Dans l'est syrien, une section du 6e BDL repousse en avril une incursion britannique mais ce bataillon, ainsi que le 8e, reste l'arme au pied lorsque les Britanniques envahissent leur secteur en juin. Le 8e BDL tout entier se révolte le 7 juillet.
En juillet, le 1er BDL et le 3e BDL montent une contre-attaque devant Hasbaya avec trois escadrons tcherkesses (15e, 16e et un escadron de partisans). Le village est repris mais les Tcherkesses changent de camp après une entrevue avec Philibert Collet, ancien chef des Tcherkesses rallié aux forces françaises libres. Les fantassins capitulent ensuite.

### Avec la France libre
Dissous par le général Dentz au moment de la capitulation vichyste, les bataillons du Levant sont recréés par la France libre fin 1941 - début 1942.
En 1945, les garnisons sont les suivantes :
- 1er BDL à Tripoli et Tell Kalakh,
- 2e BDL à Lattaquié et Terbol (en),
- 3e BDL à Damas,
- 4e BDL à Alep[8],
- 5e BDL à Raqqa,
- 6e BDL à Deir ez-Zor et Abou Kamal,
- 7e BDL à Hama, Homs et Majdaloun (en),
- 8e BDL à Hassaké, Qamichli et Derik.

### Fin du mandat français
Lors de l'insurrection syrienne de mai-juin 1945, le 7e BDL est engagé à Damas, dont il participe au pillage des souks après le bombardement de la ville. Après l'insurrection, les troupes spéciales syriennes subissent des désertions massives (70 % des officiers et sous-officiers syriens, 35 % des militaires du rang),.
Le 1er août 1945, les bataillons du Levant passent à l'Armée syrienne. Environ la moitié des soldats autochtones choisissent de signer un avenant à leur contrat pour servir directement dans l'Armée française et seuls une minorité rejoignent l'Armée syrienne, les autres démissionnant.

## Organisation
Les bataillons du Levant sont organisés avec 3 à 5 compagnies de fusiliers-voltigeurs, chacune à 3 sections d'infanterie et 1 groupe de mitrailleuses.
En 1930, les 1er et 2e BDL comptent 80 à 90% d'Alaouites parmi les soldats autochtones, le 3e BDL est à majorité arabe sunnite (72%), le 8e BDL est à 95% constitué de soldats assyro-chaldéens (précédemment regroupés de 1926 à 1930 dans la 3e compagnie du 6e BDL) et les autres bataillons sont mixtes, environ 50% d'arabes sunnites et le reste d'alaouites et chrétiens (4e, 5e et 6e BDL) ou kurdes et chrétiens (7e BDL). La composition peut varier : en 1939, le 7e BDL est à majorité sunnite. Au début des années 1930, les chefs de bataillon sont presque tous français (en 1945 ils seront majoritairement syriens), la moitié des commandants de compagnie est autochtone. Chaque bataillon dispose d'un lieutenant français chargé de la comptabilité, de l'habillement et de l'alimentation, chaque compagnie de trois sous-officiers français comptables.
À partir de 1930, les bataillons du Levant sont regroupés en demi-brigades, commandées par des colonels français avec un petit état-major. Les 2e, 4e et 5e BDL forment la 1re demi-brigade du Levant (DBL), les 6e et 8e BDL forment la 2e demi-brigade et le 1er BDL forme la 3e demi-brigade avec les 1er et 2e bataillons de chasseurs libanais.
Le 8e BDL est renforcé en juillet 1937 par un peloton d'automitrailleuses légères Ford (pick-ups armés d'un fusil-mitrailleur et pouvant transporter des fantassins). Ce peloton est stationné à Qamichli et opère souvent avec les automitrailleuses légères du désert de la 2e compagnie légère du désert.
Après 1943, les bataillons sont affectés ainsi :
- 1er BDL à la 6e brigade côtière,
- 2e BDL à la 7e brigade côtière,
- 5e, 6e et 8e BDL à la 8e brigade de l'Est-Syrien,
- 4e BDL au secteur Nord-Syrie,
- 3e et 7e BDL au secteur Sud-Syrie.

## Uniformes
Les fantassins des bataillons du Levant portent un uniforme kaki semblable à celui de l'infanterie d'Afrique (zouaves et tirailleurs) en toile kaki clair.
Les pattes de collet sont violettes avec les marques distinctives jonquille : deux soutaches et le numéro de l'escadron du bataillon inscrit dans un croissant. Pour la troupe les soutaches sont en laine, pour les officiers en or. Les galons des officiers sont dorés.
La coiffure est une chéchia rouge en tenue de service et un chèche kaki enturbanné en opérations. Les officiers portent un képi à bandeau bleu ciel (avant 1929 le bandeau est violet), avec sur le dessus un nœud hongrois à cinq branches (et non quatre). Pour les Français, le turban et le calot du képi sont garance et les officiers syriens se distinguent par la couleur kaki du calot et du turban du képi, sur le haut du képi. Avant 1929, leur képi est dépourvu de visière (il s'agit donc d'une toque). Les officiers syriens adoptent dans la pratique le même képi que leurs homologues français.